# Polizia dell'immigrazione e delle frontiere
La Polizia dell'immigrazione e delle frontiere,  è una delle specialità della Polizia di Stato italiana con compiti di polizia di frontiera.
Inquadrata nella Direzione centrale dell'immigrazione e della polizia delle frontiere, dipendente dal Dipartimento della Pubblica Sicurezza del ministero dell'Interno, si occupa principalmente di controllo delle frontiere e controllo dell'immigrazione. È formata da strutture operative utilizzate per i Servizi di contrasto all'immigrazione clandestina, attraverso le frontiere degli scali aerei e marittimi.

## Storia
Nel 1926 fu istituita dal governo Mussolini la Milizia confinaria, per la sorveglianza diretta delle zone immediatamente adiacenti alla linea di frontiera, con il compito di assicurare che nessun valico, o colle, o accesso, per quanto malagevole, potesse sfuggire al controllo e consentire il transito clandestino del confine nazionale; ad essa si affiancò nel 1943 la Guardia alla frontiera del Regio Esercito.
Con la nascita della Repubblica Italiana, la "Polizia di frontiera" fu nel 1947 individuata come specialità del Corpo delle Guardie di Pubblica Sicurezza, con ufficiali, sottufficiali e militari di truppa. Con la riforma del 1981 l'intera Polizia divenne corpo civile militarmente organizzato e denominata Polizia di Stato.
La loro ultima regolamentazione è legata alla legge 30 luglio 2002, n. 189, più nota come Legge Bossi-Fini, relativa alla modifica della normativa in materia di Immigrazione e Asilo, con l'articolo 35 e la direzione operativa, ai sensi di un decreto ministeriale del 1989, è distribuita in 9 zone, 18 settori e 35 scali marittimi e/o aerei viene svolta dagli Uffici di Polizia di Frontiera dislocati nel Territorio Nazionale e suddivisi in scali Aerei, Marittimi e Terrestri, questi ultimi non più operativi per la chiusura avvenuta in concomitanza dell'accordo di Schengen e l'istituzione della Comunità Europea.

## Organizzazione

### Divisioni
- Divisione I - coordina e pianifica le attività di controllo delle frontiere svolte dalla specialità della Polizia di frontiera della Polizia di Stato, anche per quanto concerne la collaborazione operativa con gli organi di polizia transfrontaliera;
- Divisione II - coordina le attività svolte dagli Uffici della Specialità della Polizia di frontiera della Polizia di Stato in materia di sicurezza delle frontiere aeree e marittime negli aeroporti e porti;
- Divisione III - coordina le attività ed i dispositivi di sorveglianza marittima, aerea e terrestre per il contrasto dell’immigrazione irregolare.

### Zone di polizia di frontiera
Tutti gli Uffici dipendono dalle Zone di Polizia di Frontiera così disposte:
- I Zona Polizia di Frontiera per il Piemonte, la Valle d'Aosta e la Liguria (x Uffici)
- II Zona Polizia di Frontiera per la Lombardia (x Uffici)
- IV Zona Polizia di Frontiera per il Friuli-Venezia Giulia, il Veneto ed il Trentino-Alto Adige (x Uffici)
- V Zona Polizia di Frontiera per il Lazio, la Sardegna e l'Umbria (x Uffici)
- VI Zona Polizia di Frontiera per la Campania, la Basilicata e la Calabria (x Uffici)
- VII Zona Polizia di Frontiera per la Sicilia (x Uffici)
- VIII Zona Polizia di Frontiera per l'Emilia-Romagna, le Marche e la Toscana (x Uffici)
- IX Zona Polizia di Frontiera per la Puglia, il Molise e l'Abruzzo (x Uffici)

La polizia di frontiera, "al fine di migliorare i controlli alle frontiere e combattere l'immigrazione illegale",
Ai sensi del d.lgs. 2 agosto 2007, n. 144 riceve trasmissione anticipata, da parte dei vettori, dei dati relativi alle persone trasportate nel territorio dello Stato italiano.. Il decreto contiene anche definizione del controllo effettuato alla frontiera, che viene qualificato "esclusivamente come reazione alla richiesta di attraversamento di tale frontiera, senza tener conto di qualsiasi altra considerazione".
Le informazioni fornite comprendono:
a) il numero, il tipo e la data di scadenza del documento di viaggio utilizzato;
b) la cittadinanza;
c) il nome completo;
d) la data e il luogo di nascita;
e) il valico di frontiera di ingresso nel territorio italiano;
f) il numero del volo, la data di partenza e di arrivo;
g) l'ora di partenza e la durata del volo;
h) il numero complessivo dei passeggeri trasportati con tale volo;
i) il primo punto di imbarco.